# De fördömda poeterna

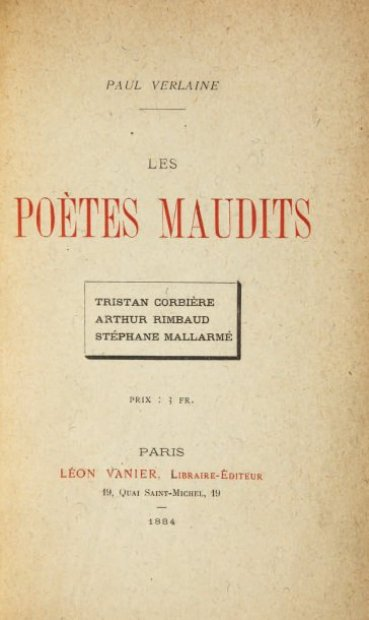
Första utgåvan av Les poètes maudits (1884).

De fördömda poeterna (fr. Les poètes maudits), är en essäsamling av Paul Verlaine, första gången utgiven 1884, andra gången i en utökad utgåva 1888. Flera av texterna publicerades ursprungligen i tidskriften Lutèce. Verlaine beskriver i detta verk ett antal franska poeter, Tristan Corbière, Arthur Rimbaud och Stéphane Mallarmé i den första utgåvan, med tillägg av Marceline Desbordes-Valmore, Villiers de l'Isle-Adam och Pauvre Lelian (anagram av Paul Verlaine) i den andra utgåvan. Både deras ofta olyckliga livsöden och deras betydelse för förnyelsen av lyriken lyfts fram. En svensk översättning av Elias Wraak utkom 2002.